# Warren Anderson

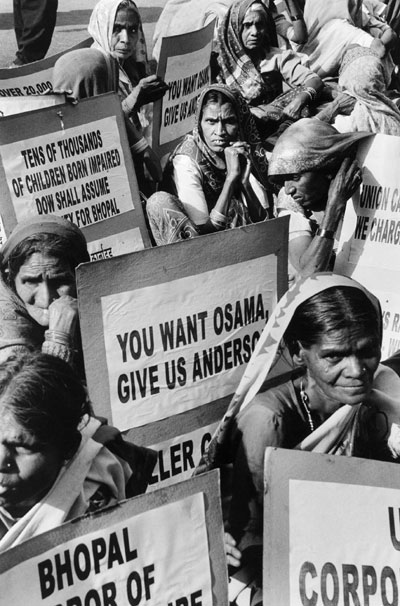
Obětí katastrofy v Bhópálu žádají na demonstraci o vydání Warrena Andersona spravedlnosti

Warren M. Anderson (29. listopadu 1921 – 29. září 2014) byl výkonný manažer chemického koncernu Union Carbide, v době havárie chemičky indické dceřiné firmy Union Carbide India, Limited v Bhópálu (Madhjapradéš), při které zahynulo několik tisíc lidí.

## Trestní stíhání
Anderson byl krátce po havárii vzat do vazby, ale byl propuštěn na kauci a opustil Indii. V roce 1987 Andersona a osm indických představitelů firmy obvinily indické úřady za zavinění katastrofy a za zabití mu hrozilo až 10 let vězení V roce 1996 však indický nejvyšší soud překvalifikoval obvinění na smrt z nedbalosti s maximální sazbou dvou let odnětí svobody. Anderson se ale už k soudu nedostavil. Andersona, několik let neúspěšně hledaného Interpolem, objevili v srpnu 2002 aktivisté organizace Greenpeace spolu s novináři britského deníku Daily Mirror v luxusním apartmá v New Yorku. V říjnu pak indický ministr zahraničních věcí Yashwant Sinha oznámil, že indická vláda požádala USA o jeho vydání, aby se v Indii zodpovídal ze svých zločinů. V létě 2009 na Andersona bhópálský soud znovu vydal zatykač a nařídil indické vládě usilovat o jeho vydání z USA.